# Andreas Matt
Andreas Matt (n. 19 octombrie 1982, Zams, Tirol, Austria) este un sportiv ce a reprezentat Austria, medaliat olimpic. A participat la 2 ediții ale Jocurilor Olimpice (2010, 2014) în care a câștigat o medalie de argint.